# Adolf Wohlauer
Adolf Wohlauer (* 2. November 1893 in Berlin; † nach 29. Januar 1943 im Konzentrationslager Auschwitz oder auf dem Weg dorthin) war ein deutscher Komponist, Dirigent und Inhaber eines Notenschreibbüros.

## Leben
Adolf Wohlauer besuchte das Luisengymnasium in Berlin und war von 1909 bis 1912 oder 1913 Schüler am Sternschen Konservatorium in den Klavierklassen von Paul Oehlschläger und Hans Torsdorf. Weitere Lehrer waren nach seinen eigenen Angaben Wilhelm Klatte, Leopold Schmidt, Georg Bertram und Traugott Ochs. Wohlauer studierte in Berlin und Königsberg Staatswissenschaften. 1922 promovierte er in Königsberg mit einer Arbeit zum Thema „Der Außenhandel der Vereinigten Staaten von Amerika“.
Schon 1913 war Wohlauer am Mellini-Theater in Hannover als Kapellmeister engagiert, von 1913 bis 1921 am Theater des Westens in Berlin und von 1922 bis 1924 am Wallner-Theater. Er gastierte auch am Berliner Schauspielhaus. Spätestens ab 1917 wohnte er in der Ansbacher Straße 8 in Berlin, wo er 1921 auch sein Notenschreibbüro einrichtete.
Wohlauer brachte während seiner Studienzeit auch zwei musikalische Bühnenstücke heraus, einen Schwank namens Kusinchen und die Operette Gräfin Paprika. Letztere wurde 1916 in Breslau uraufgeführt.
Adolf Wohlauer arbeitete im Rahmen des Jüdischen Kulturbundes. Er hatte keine Berufserlaubnis als Musiker und war nicht Mitglied der Reichsmusikkammer; gleichwohl übernahm er auch nach der Machtübernahme der Nationalsozialisten Aufträge für sein Notenschreibbüro. Mitarbeiter der Reichskulturkammer entdeckten im Januar 1938 ein Schild am Hauseingang der Ansbacher Straße, auf dem Wohlauer auf sein Büro hinwies, und nahmen eine Kontrolle vor. Sie stellten fest, dass Wohlauer auch zahlreiche „arische“ Kunden beliefert hatte, darunter Prinz Joachim Albrecht von Preußen, Bruno Fieberg, Albert Joost, Renato Virgilio, Georg Walther, Maria Kolm, Rudolf Schulz-Dornburg, Georg Böttcher, Wilhelm Strienz, G. A. Backhaus, die Fürstin zu Eulenburg, die Verlage Enke und Beboton, den Deutschen Luftsportverband und den Reichsverband der Freilichttheater. Sie verlangten daraufhin die Verhängung einer Ordnungsstrafe von 600 Reichsmark. Außerdem musste Wohlauer einen Hinweis auf den Jüdischen Kulturbund sowohl auf seinem Haustürschild als auch auf Schriftsachen anbringen. Er änderte daraufhin den Text auf seinem Türschild in „Notenschreibbüro Dr. Wohlauer“ und wurde schließlich am 11. März 1938 mit einer Ordnungsstrafe von 1500 Reichsmark belegt. Die Aufschrift galt nach wie vor nicht als korrekt. Wohlauers Beschwerde gegen den Strafbescheid wurde zurückgewiesen; es wurde ihm jedoch Ratenzahlung für die Strafe zugestanden. Am 29. Januar 1943 wurde Adolf Wohlauer in das KZ Auschwitz deportiert. Seitdem ist er verschollen.